# First Date
Singles de Blink-182
The Rock Show
(2001) Stay Together for the Kids
(2002)
Pistes de Take Off Your Pants and Jacket
Online Songs
(02) Happy Holidays, You Bastard
(04)
First Date est une chanson du groupe Blink-182 qui apparaît sur l'album Take Off Your Pants and Jacket. Sa version single est sortie le 8 octobre 2001. Elle est chantée en intégralité par Tom DeLonge.

## Liste des pistes
| First Date | First Date              | First Date | First Date | First Date | First Date | First Date | First Date | First Date | First Date |
| No         | Titre                   | Auteur     | Durée      |            |            |            |            |            |            |
| ---------- | ----------------------- | ---------- | ---------- | ---------- | ---------- | ---------- | ---------- | ---------- | ---------- |
| 1.         | First Date              | Blink-182  | 2:51       |            |            |            |            |            |            |
| 2.         | Don't Tell Me It's Over | Blink-182  | 2:34       |            |            |            |            |            |            |
| 3.         | Mother's Day            | Blink-182  | 1:37       |            |            |            |            |            |            |
| 7:02       |                         |            |            |            |            |            |            |            |            |

Le CD contient aussi le clip de The Rock Show.

## Collaborateurs
- Tom DeLonge — Chant, Guitare
- Mark Hoppus — Chant, Basse
- Travis Barker — Batterie